# Hannah Chaplin
Hannah Chaplin (nacida Hannah Harriet Pedlingham Hill; 11 de agosto de 1865 - 28 de agosto de 1928), de nombre artístico Lily Harley, fue una actriz de music hall británica y la madre de Charles Chaplin.

## Biografía
Nació en la calle Candem Street de Walworth, en Londres. Era actriz del music hall londinense, actuando con el nombre artístico de "Lily Harley".
El 16 de marzo de 1885 dio a luz a su primer hijo, Sydney John Hill, conocido como Sydney Chaplin. El 22 de junio de ese mismo año contrajo matrimonio con Charles Spencer Chaplin Sr., otro de los actores del music hall. Su hijo Charles Chaplin nacería en 1889.
Más tarde, y fruto de un romance con Leo Dryden, dio a luz a George Wheeler Dryden el 31 de agosto de 1892 en Londres, convirtiéndose así en medio hermano de Sydney y Charles Chaplin. Tras este nacimiento, Charles Spencer Chaplin y Hannah Chaplin se separaron, quedando bajo la tutela de Hannah tanto Charlie como Sydney. Por su parte, George se fue a vivir con su padre.
Durante una actuación de Hannah en Hampshire, en enero de 1894, esta sufrió un problema de voz. Charles Chaplin, que sólo tenía cinco años, salió al escenario a sustituir a su madre, que padecía trastornos mentales a menudo. Esta fue su primera actuación, y quedó reflejada en la película de 1992, Chaplin.
En 1896 Charles y Sydney fueron enviados a Orfanato de Hanwell School, debido a que la madre había agravado su estado de salud debido a la enfermedad mental que se había manifestado un año antes. Ella ingresó en el hospital mental de Cane Hill desde mayo de 1903 hasta septiembre de 1912.
Los hermanos sacaron a su madre de Cane Hill para ingresarla en el asilo privado de Peckham House. Sin embargo, se vieron obligados a reingresarla en Cane Hill en mayo de 1915, debido a la deuda contraída por valor de treinta chelines. En 1921 los hermanos Chaplin la llevaron a California, donde fue vigilada hasta el día de su fallecimiento.
Su nieta, Geraldine Chaplin, desempeñó el papel de su abuela en la película biográfica de Charlot, Chaplin.